# Andorra la Vella

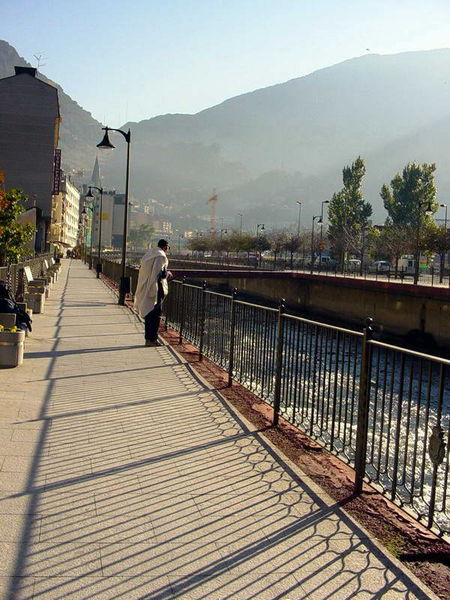
Passeggiata sul fiume Valira.

Andorra la Vella o più semplicemente La Vella ([anˈdɔra laˈβeʎa]; letteralmente Andorra Vecchia, in spagnolo Andorra la Vieja, in francese Andorre-la-Vieille, in occitano Andòrra la Vièlha) è la capitale del Principato di Andorra e conta 22 886 abitanti (dato 2015), che diventano 23 505 considerando tutta la Parrocchia. Situata nei Pirenei orientali, tra Francia e Spagna, si trova alla confluenza tra la Gran Valira, la Valira del Oriente e la Valira del Norte.

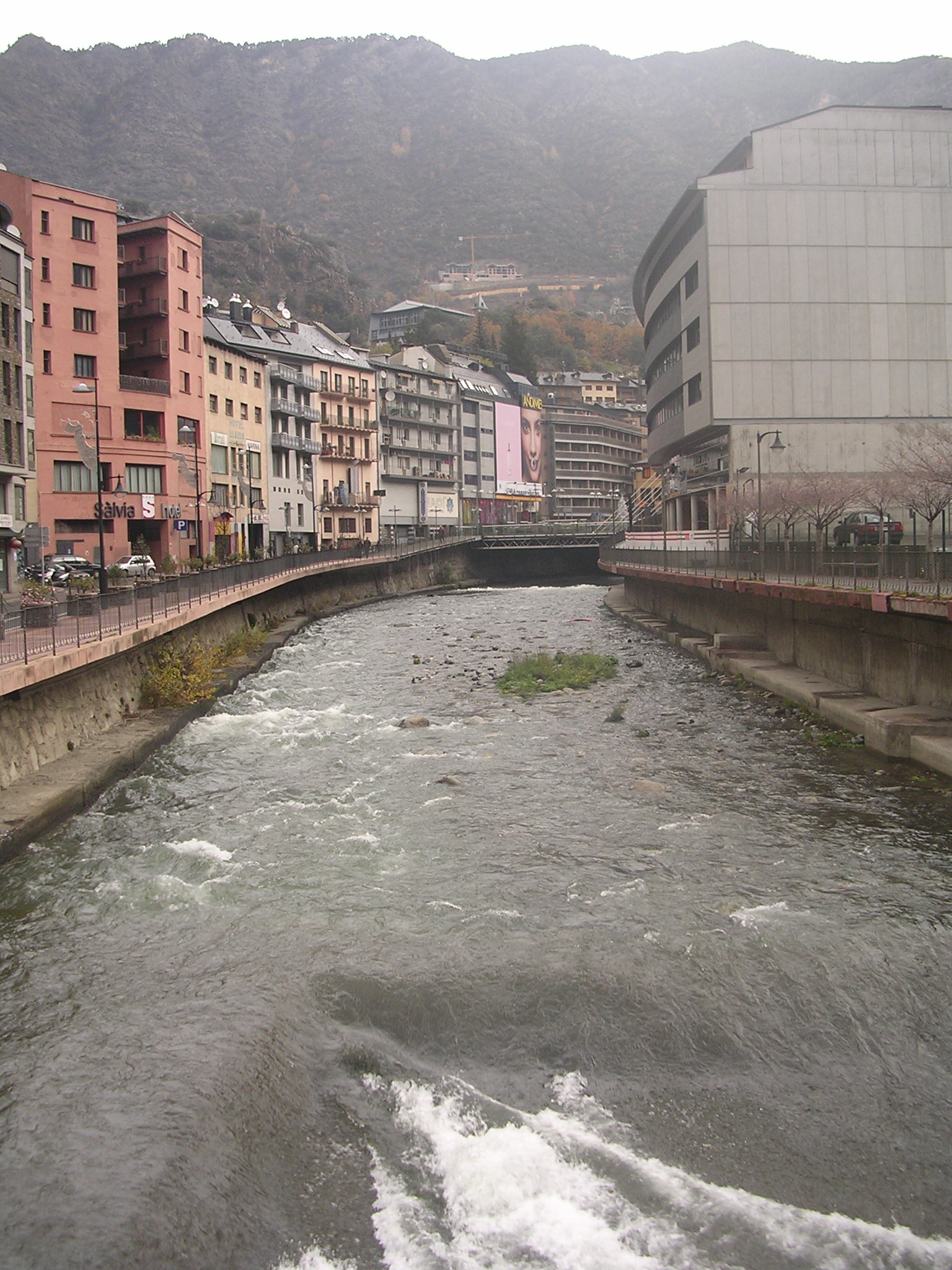
Il fiume Valira

Collocata a 1 023 metri d'altitudine, è la capitale più alta d'Europa. È soprannominata la Capitale dei Pirenei (Capital dels Pireneus).
La città non ha né un aeroporto né una stazione ferroviaria. Gli aeroporti più vicini sono a Perpignano (156 km) e a Lleida (160 km), mentre gli altri aeroporti più importanti sono quelli di Tolosa (165 km) e quello di Barcellona (215 km). Le stazioni ferroviarie più vicine sono quelle di L'Hospitalet-près-l'Andorre (gestita dalla francese SNCF) e quella di Latour-de-Carol (co-gestita dalla francese SNCF e dalla spagnola RENFE).
Il principale settore economico della capitale è il turismo.

## Origini del nome
Il toponimo è attestato come Andorra nell'839, deriva dal substrato basco ama («dieci») e iturri («sorgenti»), in riferimento ai dieci torrenti che confluiscono nel Valira. Vella è una modifica del toponimo originale, dal catalano vela che significa "città", che nei secoli si è trasformato in vella che significa "vecchia".

## Storia
Il terreno dove sorge Andorra la Vella (più comunemente detta semplicemente La Vella) è stato insediato prima dell'era cristiana, principalmente dalla tribù ibera Andosin.
Carlo Magno, nell'VIII secolo, trasformò il piccolo territorio in una Marca di Spagna, la frontiera sud-occidentale anti-araba del suo impero. Ha ospitato la principale città fin dal 1278 quando i due co-principi (francese ed episcopale) concordarono per la sovranità congiunta. Molti edifici nel centro storico cittadino sono di questo periodo. Durante il XVI secolo, il Principato di Andorra era uno Stato indipendente isolato e feudale, e se non fu conquistato dalle potenze vicine (Regno di Francia e Regno di Spagna) fu grazie al principio di co-sovranità.
Fino al XX secolo, il Principato di Andorra rimase dimenticato, tanto che lo Stato non prese parte al Trattato di Versailles, semplicemente perché non era stato notato. Dopo i disordini politici del 1930 e dopo un tentato colpo di Stato da parte di Boris Skosyrev, una democrazia informale si sviluppò nel Principato. Nel 1978 venne fondata la nuova parrocchia di Escaldes-Engordany per derivazione di una parte del territorio precedentemente afferente alla capitale La Vella.
Nel 1993, la prima costituzione dello Stato stabilì il nascere di una democrazia parlamentare e, presso La Vella, furono istituite le sedi dei tre poteri dello stato: legislativo, esecutivo e giuridico. Dal 1993 in poi, Andorra è diventata un paradiso fiscale, con la conseguente costruzione di uffici bancari moderni a La Vella. La città ha anche sviluppato e ammodernato i suoi impianti sciistici: infatti, La Vella si era proposta di ospitare i XXI Giochi olimpici invernali del 2010. Tuttavia, La Vella non fu scelta dal Comitato Olimpico Internazionale come città candidata. La capitale del Principato inoltre, ha ospitato sia nel 1991 e che nel 2005 i Giochi dei piccoli stati d'Europa, rispettivamente la 4° e la 11° edizione.

## Geografia fisica

### Territorio

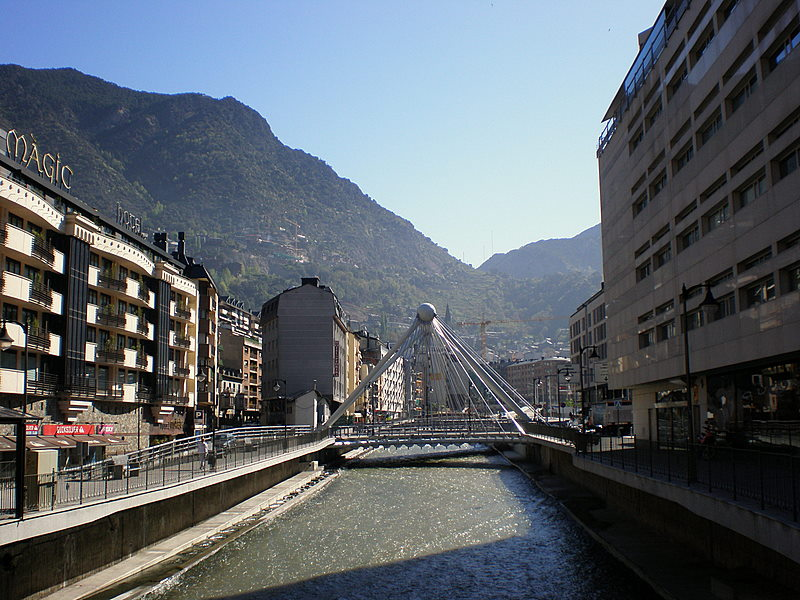
La Valira scorre sotto il Pont de Paris, un ponte stradale.

La Vella si trova nel sud-ovest del Principato di Andorra, alla confluenza di due torrenti di montagna, la Valira del Nord e del Valira Oriente, che si uniscono proprio nella capitale per formare la Valira. La città confina con l'area urbana di Escaldes-Engordany. La città è ad un'altitudine di 1 023 metri e grazie a questo dato è la capitale più alta d'Europa. Inoltre è una rinomata località sciistica.

### Clima
Secondo la classificazione climatica di Köppen, il clima di Andorra La Vella è di tipo continentale umido, con estati fresche e inverni freddi e nevosi. Le precipitazioni medie annuali sono di 812 millimetri.
| Andorra La Vella (1971-2020) | Mesi  | Mesi  | Mesi  | Mesi | Mesi | Mesi | Mesi | Mesi | Mesi | Mesi | Mesi  | Mesi  | Stagioni | Stagioni | Stagioni | Stagioni | Anno  |
| Andorra La Vella (1971-2020) | Gen   | Feb   | Mar   | Apr  | Mag  | Giu  | Lug  | Ago  | Set  | Ott  | Nov   | Dic   | Inv      | Pri      | Est      | Aut      | Anno  |
| ---------------------------- | ----- | ----- | ----- | ---- | ---- | ---- | ---- | ---- | ---- | ---- | ----- | ----- | -------- | -------- | -------- | -------- | ----- |
| T. max. media (°C)           | 6,9   | 8,9   | 11,7  | 13,3 | 17,6 | 21,9 | 26,2 | 25,4 | 21,4 | 16,0 | 10,7  | 7,5   | 7,8      | 14,2     | 24,5     | 16,0     | 15,6  |
| T. min. media (°C)           | −2,5  | −1,8  | −0,2  | 1,7  | 5,3  | 8,8  | 11,4 | 11,4 | 8,5  | 4,7  | 0,6   | −1,4  | −1,9     | 2,3      | 10,5     | 4,6      | 3,9   |
| T. max. assoluta (°C)        | 18,0  | 20,0  | 24,8  | 29,0 | 29,2 | 37,4 | 39,0 | 35,9 | 32,0 | 31,0 | 21,2  | 19,0  | 20,0     | 29,2     | 39,0     | 32,0     | 39,0  |
| T. min. assoluta (°C)        | −15,0 | −16,0 | −11,0 | −7,0 | −2,0 | 0,0  | 3,0  | 2,0  | 0,0  | −6,0 | −13,0 | −19,5 | −19,5    | −11,0    | 0,0      | −13,0    | −19,5 |
| Precipitazioni (mm)          | 53,1  | 37,9  | 40,5  | 71,2 | 89,8 | 84,2 | 60,7 | 85,6 | 80,9 | 72,4 | 68,4  | 67,9  | 158,9    | 201,5    | 230,5    | 221,7    | 812,6 |

## Monumenti e luoghi d'interesse
- Caldea
- Casa de la Vall (Parlamento e Palazzo di Giustizia)
- Chiesa di Sant Andreu
- Chiesa di Santa Coloma
- Chiesa di Sant'Esteve
- Parrocchia di Andorra la Vella
- Ponte della Margineda

### Casa de la Vall (Parlamento e Palazzo di Giustizia)

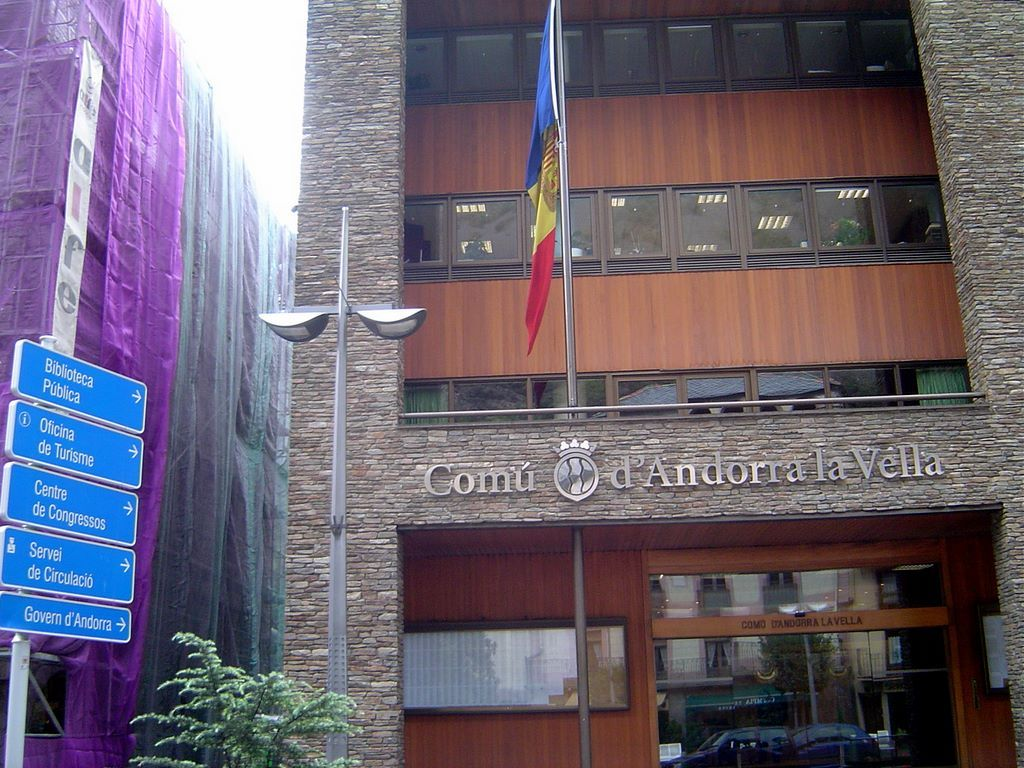
Il comune di Andorra La Vella

Venne costruita come casa familiare nel 1580, poi venne comprata dal Concilio Generale nel 1702 ed è adesso sede del Parlamento. Si trova nel cuore della città e la sua architettura contiene elementi sia militari sia civili. All'interno si trova un interessante armadietto con sette serrature che ha conservato i più importanti documenti nazionali. L'armadio può essere aperto solo dalla presenza simultanea delle sette chiavi tenute dai consiglieri (uno per ogni parrocchia in cui è diviso il principato); l'edificio ospita dal 1930 alcuni fondi della Biblioteca nazionale d'Andorra. Ci sono anche un dormitorio e una cucina risalenti al XVI secolo.

### Chiesa di Santa Coloma
La chiesa di Santa Coloma è una delle più antiche di Andorra. Originariamente fu costruita in stile pre-romanico, ma poi ha subito diversi rifacimenti tra cui il campanile del XII secolo e il portico del XVIII secolo.
La chiesa conserva importanti documenti artistici tra cui un'icona lignea del XII secolo rappresentante la Madonna della Misericordia. Gli splendidi affreschi romanici attualmente si trovano al Museo culturale prussiano di Berlino, in Germania.

### Caldea
La Caldea è una delle più ampie strutture termali europee, con un'architettura futuristica nel cuore dei Pirenei. Ci sono 6 000 m2 di saune, piscine, e vasche sia interne che esterne.

### Parrocchia

La Parrocchia di Andorra La Vella.

La parrocchia di Andorra la Vella confina a nord con la parrocchia di La Massana, a est con la parrocchia di Escaldes-Engordany, a sud con la parrocchia di Sant Julià de Lòria e a ovest con la Spagna, e comprende tre villaggi: Andorra la Vella, La Margineda e Santa Coloma, quest'ultima con 2 797 abitanti.

## Società

### Evoluzione demografica
Abitanti censiti

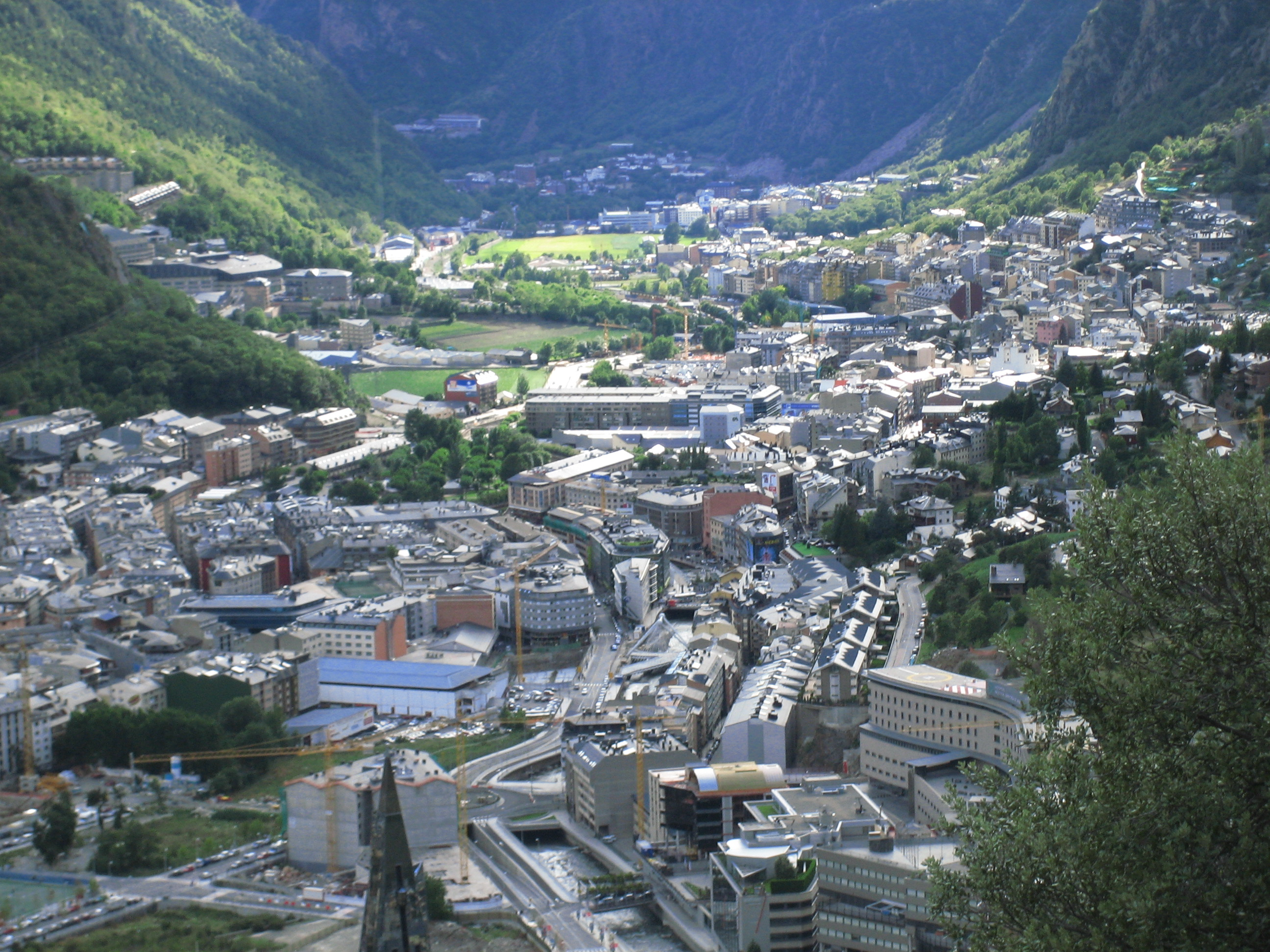
Panorama di Andorra La Vella.

Gli abitanti della capitale La Vella sono il 24,05% della popolazione totale del Principato. La densità abitativa è di 387,8 abitanti per km².

### Lingue e dialetti
La lingua ufficiale è il catalano (parlata dal 33% della popolazione), ma anche il francese (parlato dal 7%), lo spagnolo (parlato dal 43%, anche se molti di questi parlano il catalano) e il portoghese (parlato dall'11%) sono parlati comunemente e capiti dalla maggior parte della popolazione.

### Religione
La religione preminente è il cattolicesimo.

### Tradizioni e folclore
La festa patronale è il 24 giugno, la festa major è la prima domenica di agosto.

### Qualità della vita
L'aspettativa di vita media è di 80 anni.

## Cultura

### Istruzione
Nella città è presente il Lycée Comte de Foix.

## Economia
La Vella è il centro commerciale ed economico del paese. L'80% del PIL deriva dai 14 milioni di turisti che visitano la capitale ogni anno. La città è anche centro di molte banche e aziende che prosperano grazie allo status di paradiso fiscale. Lo Stato non è un membro dell'Unione europea (UE), ma ha un accordo doganale con essa e utilizza l'euro (€).

### Trasporti
La scarsa popolazione e l'orografia montagnosa hanno fortemente condizionato lo sviluppo del trasporto pubblico. Non esiste un collegamento ferroviario, anche se un servizio di autobus uisce la capitale alla stazione ferroviaria di L'Hospitalet-près-l'Andorre (Francia).
In anni recenti il mezzo aereo ha supplito alla scarsità di collegamenti terrestri. Per alcuni anni la società elicotteristica Air Andorra ha assicurato un collegamento giornaliero con gli aeroporti di Tolosa (Francia) e Barcellona (Spagna). Dopo numerosi studi di fattibilità è stato finalmente costruito un piccolo aeroporto. Da qui, nella primavera 2021, sono iniziati i primi collegamenti sperimentali con ATR 72 noleggiati da Andorra Airlines. I collegamenti per Madrid e l'Isola di Maiorca sono divenuti stabili nel mese di giugno. I maggiori aeroporti più vicini al Principato sono quelli di Tolosa, Gerona, Perpignano e Barcellona. 

## Amministrazione

### Gemellaggi
- Alt Urgell
- Asunción
- Bogotà
- Buenos Aires
- Caracas
- Città del Guatemala
- Città del Messico
- Foix
- La Paz

- L'Avana
- Lisbona
- Madrid
- Managua
- Montevideo
- Panama
- Quito
- Rio de Janeiro
- San José

- San Juan
- San Salvador
- Santiago del Cile
- Santo Domingo
- Sant Pol de Mar
- Šid
- Tegucigalpa
- Valls

## Sport

### Basket
In città ha sede la squadra di pallacanestro del Bàsquet Club Andorra, che disputa la massima serie del campionato spagnolo.

### Calcio
Le squadre principali della città sono il Futbol Club Lusitans la Posa e il Futbol Club Andorra.